# Christian (Hohenlohe-Waldenburg-Bartenstein)
Christian Graf zu Hohenlohe-Waldenburg-Bartenstein (* 31. August 1627; † 13. Juni 1675 in Neumarkt in der Oberpfalz) war ein Hofbeamter und Politiker aus dem seit der Reformation protestantischen Haus Hohenlohe, der 1667 zur römisch-katholischen Kirche übertrat und Stammvater der katholischen Linie der späteren Fürsten zu Hohenlohe-Bartenstein wurde.

## Herkunft
Graf Christian war ein Sohn von Graf Georg Friedrich II. zu Hohenlohe-Schillingsfürst (* 1595; † 1635) und dessen Ehefrau Dorothea Sophia Gräfin zu Solms-Hohensolms (* 1595; † 1660). Unter Christians zahlreichen Geschwistern ragt sein Bruder Ludwig Gustav Graf zu Hohenlohe-Waldenburg-Schillingsfürst (* 1634; † 1697) heraus, Stammvater der Linie Hohenlohe-Schillingsfürst, der gemeinsam mit Christian regierte, eine Schwester der Frau Christians heiratete, und ebenfalls zum katholischen Glauben konvertierte.

## Leben
Nach nur spärlichem Unterricht durch einen Hofmeister diente Graf Christian schon in seiner Jugend in der französischen Armee unter Marschall Henri de La Tour d’Auvergne, vicomte de Turenne.
Als 1635 sein Vater, Graf Georg Friedrich, starb, verwaltete die Mutter gemeinsam mit ihren Söhnen den familiären Besitz bis zu ihrem Tod im Jahre 1660. Auch jetzt teilten die Brüder das Land nicht, so dass es erst unter Graf Philipp Carl, einem Sohn von Graf Christian, zu einer Landteilung kam.
Am 19. Dezember 1647 nahm Pfalzgraf Ludwig Philipp von Simmern, wahrscheinlich in Kaiserslautern, Graf Christian im Auftrag von Fürst Ludwig I. von Anhalt-Köthen in die Fruchtbringende Gesellschaft auf. Es wurde diesem der Gesellschaftsname der Niedliche und das Motto wohl zugerichtet verliehen. Als Emblem war ihm die Haberwurzel oder Bocksbart (Tragopogon porrifolius L.) zugedacht worden. Im Köthener Gesellschaftsbuch findet sich Graf Christians Eintrag unter der Nr. 472. Dort ist auch das Reimgesetz verzeichnet, mit welchem er sich für die Aufnahme bedankt:
Die Haberwurtzel ist sie jung wol zugericht

Wird niedlich an der speis'. Jch werd darum geheißen

Der Niedlich': Also muß ein ieder sein erpicht

Sich der anmutigkeit, anmutig zu befleißen

Ein solches nun, wan man nur tugend liebt geschicht

Gar leichtlich, dan man kan die hertzen an sich reißen

Mit reden aus der kunst, gewürtzet mit verstand,

Das bringet edle kunst, und ist wol angewandt.
Am 18. Februar 1658 heiratete Graf Christian die katholische Gräfin Lucia von Hatzfeld. Es ist sehr wahrscheinlich, dass er durch den Einfluss seiner Ehefrau beeinflusst wurde, zu konvertieren. Am 16. Oktober 1667 vollzog Graf Christian zu Hohenlohe-Waldenburg-Bartenstein öffentlich seine Konversion zum katholischen Glauben.
Anscheinend war dieser Akt auch für die Karriere förderlich, da zwei Tage später Graf Christian vom Kaiser zum Reichsritter geschlagen und zum Kammerherrn ernannt wurde. 1672 avancierte er auch beim bayerischen Kurfürsten zum Kammerherrn, als dieser ihn zum Statthalter in Neumarkt in der Oberpfalz ernannte.
Dort starb Graf Christian zu Hohenlohe-Waldenburg-Bartenstein im Alter von 48 Jahren am 13. Juni 1675.

## Familie
Aus der am 18. Februar 1658 geschlossenen Ehe zwischen Graf Christian und der katholischen Gräfin Lucia von Hatzfeld (* 1634; † 30. Mai 1716), einer Tochter des jüngeren Bruders des Fürstbischofs von Würzburg, Franz von Hatzfeld, sowie des jüngeren Bruders und Erben des kaiserlichen Feldherrn Melchior von Hatzfeldt, des kaiserlichen Reichshofrats Hermann von Hatzfeld, Graf zu Gleichen und Hatzfeld, Herr zu Wildenburg, Crottorf, Haltenberg, Stetten und Rosenberg (* 1603; † 1673), stammten folgende Kinder:
- Sophie Philippine, (* 13. Oktober 1659; † 24. März 1670)
- Dorothea, (* 19. April 1661; † 23. Februar 1666)
- Christina Lucia, (* 21. Januar 1663; † 20. Juni 1713) ⚭ 1. September 1688 Graf Anton Eusebius von Königsegg-Aulendorf (* 25. April 1639; † 1. Juni 1692)
- Charlotte Albertine, (* 1664; † 16. Mai 1671)
- Ernestine Eleonore, (* 3. September 1666; † 3. September 1683)
- Philipp Karl Kaspar  (* 28. September 1668; † 15. Januar 1729), ab 1688 Graf von Hohenlohe-Waldenburg in Bartenstein

⚭ Höchst 17. Mai 1695 Sophie Gräfin von Hohenlohe-Schillingsfürst (* 16. Februar 1673; † 17. August 1698)
⚭ Kloster Altenburg bei Wetzlar 12. Juni 1700 Prinzessin Sophie Leopoldine von Hessen-Rheinfels-Rotenburg (* 17. Juli 1681; † 18. April 1724)
- Maria Theresia,  (* 25. April 1670; † 20. Oktober 1743)
- Johann Ferdinand, (* 21. Februar 1672; † 1679)